# Хејг (Саскачеван)
Хејг (енгл. Hague) је урбано насеље са административним статусом варошице у централном делу канадске провинције Саскачеван. Налази се на деоници аутопута 11, на око 45 км северно од највећег града у провинцији Саскатуна и на око 95 км југозападно од града Принц Алберт. Око 20 км северније је варошица Ростхерн. Река Јужни Саскачеван протиче 12 км источније од насеља.
Привреда почива на интензивној пољопривредној производњи.

## Историја
Насеље је настало паралелно са железницом која је завршена 1890, а повезивала је Реџајну, Саскатун и Принц Алберт. Средином последње декаде 19. века у подручје се доселила већа заједница Менонита. Године 1896. отворена је и пошта, што се може сматрати службеном годином настанка Хејга. Насеље је административно уређено као село 1903. године, а садашњи статус варошице добија тек 1991. године. 

## Демографија
Према резултатима пописа становништва из 2011. у варошици је живело 878 становника у укупно 325 домаћинстава, што је за 24,2% више у односу на 707 житеља колико је регистровано  приликом пописа 2006. године.
| 2011. |
| ----- |
| 878   |